# Valdet Gashi
Valdet Enver Gashi (* 10. April 1986 in Priština, SFR Jugoslawien; † 4. Juli 2015 in Syrien) war ein deutscher Thai-Boxkämpfer albanischer Herkunft und zweifacher Weltmeister in der Super-Leichtgewicht-Division, der ab Anfang 2015 der Terrororganisation Islamischer Staat (IS) angehörte.

## Leben
Gashi kam mit sechs Jahren als kosovo-albanischer Flüchtling mit seiner Familie nach Deutschland. Sein Vater war in der Heimat Polizist gewesen, Gashi hatte zwei jüngere Brüder. Er wuchs in Neumarkt in der Oberpfalz auf, wo er Kickboxen und Muay Thai betrieb und auch leidenschaftlicher albanischer Volkstänzer war (Vallet shqiptare),
bevor er sich ausschließlich dem Sport widmete. Er schloss die Hauptschule ab, hatte jedoch keine Berufsausbildung.
Die meisten Erfolge als Sportler erzielte Valdet Gashi als Muay-Thai-Kämpfer. Er reiste mehrmals nach Thailand, um dort zu trainieren und an Kämpfen und Sportveranstaltungen teilzunehmen. Gashi trainierte regelmäßig mit der Fight-Club-Elite in Bangkok und galt dort als respektierter ausländischer Kämpfer. Er entwickelte sich zu einem Vorbild und Medienstar. Elite Boxing TV produzierte einen 45-minütigen Dokumentarfilm über Valdet Gashi.
Gashi kämpfte in Thailand etwa 4 1⁄2 Jahre lang und in mehr als 106 Veranstaltungen. Er kämpfte außerdem in anderen Ländern, darunter Malaysia, Südkorea, China und Iran.
Gashi lernte seine spätere Ehefrau in Thailand kennen. Er heiratete sie, nachdem sie zum Islam konvertiert war. Aus der Verbindung gingen zwei Töchter hervor. Gemeinsam lebte die Familie in Singen, Baden-Württemberg.

### Islamischer Fundamentalismus und Todesmeldung
In Winterthur (Schweiz) leitete Valdet Gashi Kampftraining nach muslimischen Regeln. Jugendliche Teilnehmer des Trainings, die er angeworben haben soll, schlossen sich später dem IS an.
Im Januar 2015 verließ Gashi Deutschland und wurde Mitglied des Islamischen Staates in Syrien. Er verheimlichte zunächst seiner Familie seinen Aufenthaltsort und behauptete, er sei in Thailand bei einer Kampfsport-Mission. Nach eigenen Angaben war Gashi nicht aktiv an Kämpfen des Islamischen Staates beteiligt, sondern wollte nur beim Aufbau des Kalifats helfen.
Die Syrische Beobachtungsstelle für Menschenrechte berichtete, Gashi habe sich Ende Juni nach Deutschland absetzen wollen, sei jedoch vom IS festgesetzt und in ein Lager gebracht worden. Sein Bruder erklärte, am 26. Juni 2015 habe sich Valdet telefonisch gemeldet und von einem bevorstehenden Einsatz zur Rettung von Zivilisten aus Kobane berichtet. Vom Telefon seines Bruders habe ihn einige Tage später ein Unbekannter in englischer Sprache angerufen und gesagt, dass Valdet am 27. Juni 2015 bei einem amerikanischen Luftangriff auf Kobane ums Leben gekommen sei. Ihm sei auch ein Abschiedsbrief übermittelt worden. Am 4. Juli 2015 wurde Gashi schließlich offiziell für tot erklärt.